# Panorama (Kunst)

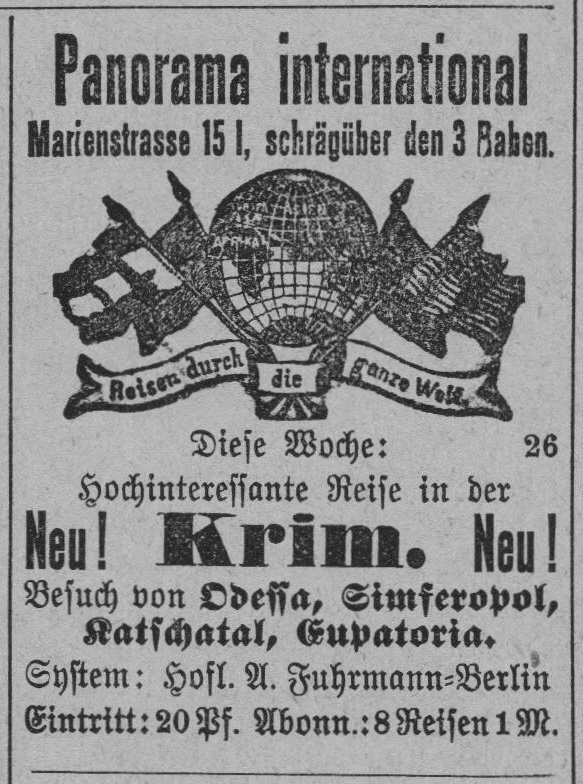
Werbung für ein Panorama (Deutschland, 1906)

Panorama (Allsicht von griechisch pan, all, und horama, Sicht) nennt man eine perspektivische Darstellung von Landschaften oder Ereignissen, die von einem festen Punkt aus von mehreren Personen gleichzeitig zu übersehen sind. Sind die Bilder feststehend, so werden die zylindrischen Flächen als Rundbilder oder Rundgemälde bezeichnet, zu deren Betrachtung sich der Beschauer in der Mitte befindet. Varianten ohne eine 360°-Sicht, dafür mit beweglichen Bildstreifen oder Längenbilder in der Art des Rheinpanorama werden im deutschsprachigen Raum als Cyclorama (auch: Cyklorama), bezeichnet, in anglophonen Ländern als moving panorama.
Neben diesen beiden Hauptformen gibt es jedoch noch eine Vielzahl weiterer Varianten des Panoramas.

## Geschichte und Entwicklung
Das Panorama geht auf den Iren Robert Barker (1739–1806) zurück. Am 19. Juni 1787 meldete er in Edinburgh ein Patent an, das umschrieben wurde als „vollständiger Blick auf eine Landschaft oder eine Situation, wie sie vor dem Beobachter erscheint, wenn er sich einmal ganz herumdreht“ (englisch an entire view of any country or situation, as it appears to an observer turning quite round). Bemerkenswert daran ist, dass hier erstmals ein Kunstobjekt wie eine technische Erfindung patentiert wurde. Ursprünglich ließ er es unter dem Namen „la nature à coup d’oeil“ (Natur auf einen Blick) eintragen, änderte jedoch (unter anderem aus markttechnischen Überlegungen) später den Namen auf „Panorama“. Barker hatte 1787 einen ersten Versuch, im Kleinen, mit der Ansicht von Edinburgh gemacht und hatte dann 1791 in London nach seinen inzwischen patentierten Verfahren zunächst London from the Roof of the Albion Mills gezeigt, dann 1792 eine Rotunde mit einem Durchmesser von 30 Metern ausführen lassen, worin er die Darstellung der russischen Flotte bei Spithead zeigte.
Der deutsche Architekturmaler Johann Adam Breysig (1766–1831), Direktor der Kunstschule Danzig, hat in einer 1799 veröffentlichten Schrift behauptet, dass er die Idee zu einem kompletten Rundgemälde bereits ein Jahr vor Barker, nämlich 1788 [!], entwickelt hatte und vermutete, dass seine Ideen irgendwie den Weg nach England gefunden hätten und dort von Barker veröffentlicht gestohlen worden sind. Auch wenn er an dieser Aussage festhielt, war alleine schon dadurch, dass Barker seine Erfindung bereits ein Jahr vor der Idee Breysings patentiert hatte, bewiesen, dass Breysings Anspruch nicht valide war. Trotzdem schaffte er es dadurch zumindest jemanden zu finden, der ihm sein eigenes Panorama finanzierte. Die Maler Johann Carl Enslen und sein Sohn Karl Georg Enslen, von 1808 bis 1811 ein Schüler Breysigs, führten in Deutschland die Panoramen in großem Stil ein, wobei der Vater wohl mehr für die Technik und der Sohn nach dem Besuch der Berliner Akademie bis 1815 als der Maler zusammenarbeiteten.
Im Jahr 1800 wurde in Berlin das Rom-Panorama, gemalt von Johann Adam Breysig und Karl Ludwig Kaaz, in einem eigens dafür gebauten Rundbau gezeigt. Karl Friedrich Schinkel folgte 1808 mit seinem Palermo-Panorama, und zusammen mit Carl Wilhelm Gropius 1819/20 mit dem Marienburg-Panorama. Das Diorama in Berlin von Gropius wurde 1827 eröffnet.
Etwas später stellte man Panoramen in Paris auf, wo sie durch Pierre-François-Léonard Fontaine, Constant Bourgeois (1767–1841) und Pierre Prévost (1764–1823) verbessert wurden; danach verbreitete sich diese Form der Unterhaltung in allen größeren Städten Europas.
Das älteste erhaltene Panorama-Gemälde der Welt ist das Wocher-Panorama (1814) von Thun in der Schweiz.
Einen neuen Aufschwung nahm die Panoramenmalerei nach dem Deutsch-Französischen Krieg, nachdem schon 1867 in den Champs-Elysées in Paris ein Versuch mit einem Panorama der Schlacht von Solferino gemacht worden war. Dasselbe wurde 1875 durch ein kolossales, die Verteidigung von Paris darstellendes Rundbild von Félix Philippoteaux ersetzt, auf welchem der Künstler nicht bloß mit malerischen, sondern auch mit plastischen Mitteln die Illusion der Wirklichkeit zu erreichen suchte. 1879/1880 malte Louis Braun im Auftrag der Stadt Frankfurt am Main das Panoramabild Die Schlacht von Sedan, das später auch in den Vereinigten Staaten und in Japan gezeigt wurde und dem mehrere weitere Schlachtenmotive folgten.
Das Prinzip der plastischen Erweiterung und Ergänzung der Darstellung blieb fortan für die Panoramenmalerei maßgebend und gelangte durch zahlreiche Schöpfungen hervorragender Künstler als Schlachtenpanoramen, Panoramen von den Deutschen Kolonien, Szenen aus der biblischen Geschichte etc. in zahlreichen deutschen Städten wie Berlin, München, Frankfurt am Main, Leipzig, Hamburg, Düsseldorf, Stuttgart u. a., für welche besondere Gebäude errichtet wurden, zur Aufführung.

The Battle of Atlanta, 1885/1886, Atlanta, heutige Präsentation mit erneuerter plastischer Figurenstaffage im Vordergrund

In den Vereinigten Staaten verschrieb sich der Unternehmer William Wehner ab etwa 1883 der Entwicklung von Panoramen. Seine American Panorama Company warb hierzu Künstler aus Deutschland an, unter ihnen August Lohr, Friedrich Wilhelm Heine, Hermann Michalowski, Franz Rohrbeck, Bernhard Schneider, Otto von Ernst, Richard Lorenz, Albert Richter, Wilhelm Schröter, Gustav Wendling, Paul Wilhelmi, Theodor Breitwieser, Otto Dinger, Franz Biberstein und Peter Woltze. In Milwaukee stellten sie mehrere Panoramen für ihn her, darunter 1885/1886 das heute in Atlanta ausgestellte Historienbild The Battle of Atlanta, das eine Szene aus der entscheidenden Schlacht im Sezessionskrieg darstellt. Parallel entstand ein Panorama-Gemälde über Schlacht von Chattanooga, das von Eugen Bracht, Georg Koch und Carl Röchling im Auftrag der Stadt Philadelphia gemalt wurde.

### Weitere Panoramaformen
Die Erfindung des Panoramas zog in den 1830er Jahren die Entwicklung zahlreicher anderer Oramen nach sich. Dazu gehören außer dem Diorama und dem Moving Panorama das Georama, das Neorama und das Myriorama, sowie das Kosmorama und das Pleorama.
Alle diese Oramen sind entweder durch Panoramen verdrängt oder auf das Schaubudenniveau herabgedrückt worden. Stephan Oettermann fasst zusammen: „Die Geschichte des Panoramas umfasst ein Jahrhundert, das neunzehnte – und nur dieses. Vor- und Nachläufer lassen sich wie überall finden, sie sind bedeutungslos“. Dem gegenüber steht Oliver Grau, der das Panorama als technologischen Vorläufer der immersiven Umgebungen (wie z. B. dem Cave Automatic Virtual Environment) sieht.
Seit den 1970er-Jahren entstehen in schneller Folge weltweit neue Panoramen. Das Kunst- und Medienphänomen wird dabei in klassischer Form als Malerei auf Leinwand neu ausgeführt oder unter Nutzung heutiger Technologien als Bild am Computer zusammengefügt und dann auf große Stoffbahnen gedruckt. Diese Entwicklung, sowie neuere Forschungsergebnisse, relativieren obige Aussage von Stephan Oettermann, wonach das Panorama ein Phänomen des 19. Jahrhunderts sei.

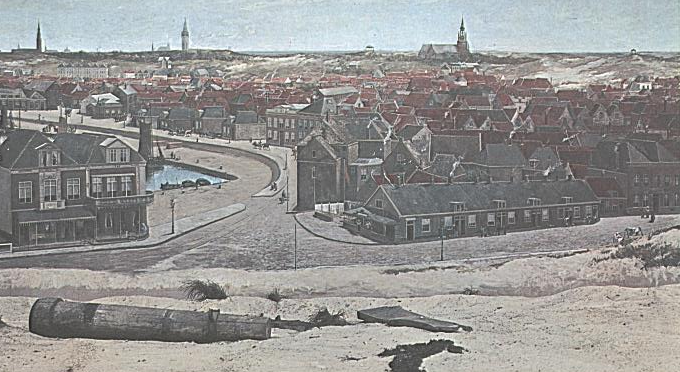
Ausschnitt des Panorama Mesdag in Den Haag

## Bedingungen um die Panoramenentstehung
Durch die industrielle Revolution bildeten sich gegen Ende des 18. Jahrhunderts in den Städten Ballungszentren. Zudem entwickelte sich dadurch die neue gesellschaftliche Schicht des Bürgertums. Diese verlangten neue kulturelle Unterhaltungsformen. Die Horizontgrenze wurde „entdeckt“. Der Beginn des Tourismus, die Anfänge des Alpinismus, die ersten Aeronautikexperimente mit Heißluftballons und die Ära der ausgedehnten Entdeckungsreisen fallen in diese Zeit.

## Ursprung des Panoramabegriffs
Als Panorama war ursprünglich eine gleichberechtigte geographische Darstellungsform neben Karte, Relief und Profil (das heute fast nur noch als Geologisches Profil verwendet wird) bezeichnet. Es erhielt großen Einfluss auf die Landesvermessung, weil sowohl Methoden der Höhenmessung, wie der Landesaufnahme (das Messtischverfahren) daraus entwickelt wurden. Es gab Panoramadarstellungen in zwei Grundformen:
1. Als lange Bildstreifen, die an den Enden zusammengefügt entweder eine 360° Rundumsicht (zylindrisches Vollrundpanorama) oder einen längeren Ausschnitt davon wiedergaben oder den Blick nach einer Seite einer Wegstrecke oder eines Flussufers, manchmal auch einer Meeresküste.

1. Seltener ist die Draufsicht auf ein Gelände, wie mit einem Fischaugenobjektiv (Weitwinkel 180°) aufgenommen, teilweise auch als Kreisringpanorama bezeichnet. In der Mitte ist der Aussichtspunkt und am Rand die Horizontlinie zu sehen. Zur genaueren Betrachtung wird das Blatt um den Mittelpunkt gedreht. Diese Form wurde fast ausschließlich für touristische oder pädagogische Zwecke genutzt.

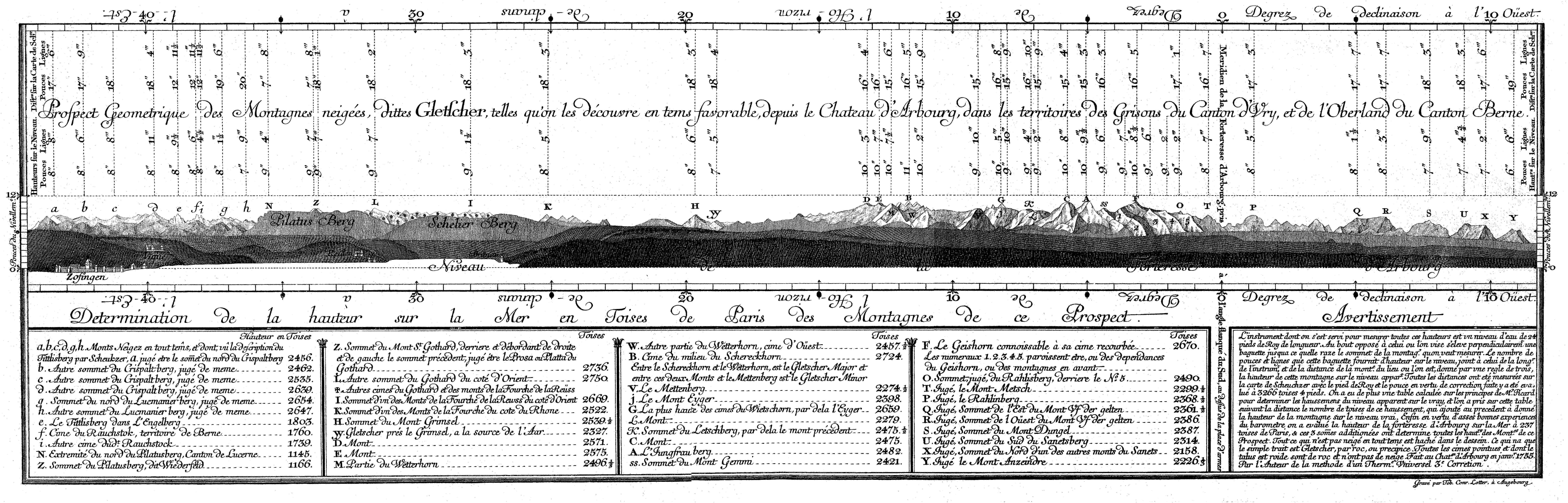
Prospect géométrique des montagnes neigées (1755)

Die größte Bedeutung für wissenschaftliche Zwecke hatten Panoramen vom ausgehenden 18. Jahrhundert bis zur Mitte des 19. Jahrhunderts. Das erste wissenschaftliche Gebirgspanorama zeichnete Jacques-Barthélemy Micheli du Crest aus Genf im Jahre 1754. Gedruckt erschien es unter dem Titel Prospect géometrique des montagnes neigées dites Gletscher, telles qu’on les découvre en tems favorable depuis le château d’Arbourg dans les territoires des Grisons, du Canton d’Ury et de l’Oberland du Canton de Berne bei Tobias Conrad Lotter in Augsburg 1755. Doch es gab schon zahlreiche panoramaartige Darstellungen bis zurück ins 15. und vor allem ins 16. Jahrhundert gehend. Diese wurden allerdings noch nicht auf exakter geometrischer Grundlage erstellt. Möglicherweise hat der Topograph Anton van den Wyngaerde (1525–1571) aus Amsterdam schon 1548/49 unter dem Titel Zelandia Descriptio ein zylindrisches Vollrundpanorama hergestellt.
Beachtenswert sind auch die auf Entdeckungsreisen hergestellten langen streifenförmigen Küstenansichten z. B. von William Westall (1781–1850) aus dem Tafelband zum Reisewerk Matthew Flinders’. Populär wurden Panoramadarstellungen seit der Mitte des 19. Jahrhunderts besonders auch als Illustrationen in Reiseführern, z. B. der Schweiz.

### Panorama als Kunst
Die von Robert Barker patentierte Inszenierung der zylindrischen Großbildflächen durch, an Aussichtsplattformen erinnernde, Geländer und durch den Vordergrund einnehmende Naturgegenstände, machte sie seit 1792 zur gewinnbringenden und populären Kunstunterhaltung. Im Grad ihrer Nachahmung der Wirklichkeit ging sie über das einfache breitformatige, aber zweidimensionale Panoramabild hinaus.
Die Vermarktung des Patents in den Metropolen durch Barker und seine Nachahmer hat zu überhöhten Bewertungen geführt: Stephan Oettermann definiert das Panorama in seiner gleichnamigen Monografie als: „Maschine, in der die Herrschaft des bürgerlichen Blicks gelernt und zugleich verherrlicht wird, als Instrument zur Befreiung und zur erneuten Einkerkerung des Blicks, als erstes optisches Massenmedium im strengen Sinne“. Albrecht Koschorke bezeichnet das Panorama als „entrahmtes Bild“, also als Vorläufer der panoramatischen Apperzeption, und Walter Benjamin spricht von „Aquarien der Ferne und Vergangenheit“.

## Illusionserzeugung
Das Panorama des 19. Jahrhunderts bestand häufig aus mehreren begehbaren Ebenen, von den aus der Besucher beispielsweise von einem erhöhten Standpunkt aus auf ein 360° umfassendes Monumentalbild blicken konnte. Die häufigsten Motive waren Stadt- oder Landschaftsansichten, die mit Hilfe einer Camera obscura hergestellt wurden. Auch Kombinationsformen mit einer Projektion mittels der Laterna magica waren verbreitet.

### Erzeugung bzw. Technik
Ein großes zirkuläres Gebäude (Rotunde) wird nach Entrichtung des Eintrittsgeldes durch den Eingang betreten. Durch den verdunkelten Gang, in dem sich die Augen an das im Inneren herrschende Dämmerlicht gewöhnen, erreicht der Besucher über eine Treppe die Betrachterplattform. Über ihr spannt sich ein schirmartiges Segel, das die Funktion hat, die Oberkante des ringsum gespannten rahmenlosen Bildes mit einer landschaftlichen Darstellung von 360° sowie die ringförmig im Dach umlaufenden Oberlichter dem Blick des Betrachters zu entziehen. Tageslicht fällt auf das Gemälde, wird von dort reflektiert und erhellt den Raum gleichmäßig. Die Unterkante des Rundgemäldes wird entweder durch die weit vorspringende Plattform selbst oder das zwischen Plattform und Leinwand verlaufende Faux terrain verdeckt, das mit realen, plastischen Objekten den Übergang vom dreidimensionalen Raum ins zweidimensionale Bild kaschiert.
Während der Blick des Betrachters rundum frei über die ihn umgebende 1000 bis 2000 Quadratmeter große Leinwand gleiten kann, verhindert eine Barriere, dass der vertikale Blickwinkel die Größe übersteigen kann. Nirgends kann der Blick über das Gemälde hinausschweifen, um das in „proto-photographischem“ Realismus gemalte Bild prüfend mit der Realität zu vergleichen. Da außerdem sämtliches Licht vom Gemälde selbst auszugehen scheint, stellt sich für den Besucher nach wenigen Minuten die perfekte und verblüffende Illusion ein, er sei „wie durch Zauberhand“ tatsächlich an den dargestellten Ort versetzt worden.

#### Einbindung des Zuschauers
Durch Gestaltung der Besucherplattform in einem Stil, dass es zum Bildthema passt (so beispielsweise als Ballongondel oder als Schiffsausguckdeck) wurde dem Besucher das Gefühl verliehen, selbst am Ort des Geschehens zu sein.

#### Polyperspektive
Anstelle der für die Guckkastenbilder verbindlichen Zentralperspektive kam es im Panorama zu einer „demokratischen“, unzählige Augenpunkte und damit Betrachterstandpunkte implizierenden Polyperspektive.
Die zentralperspektivische Konstruktion geht von einem starren Auge aus und konstruiert das Bild auf dieses hin, indem es die Fluchtlinien im Augenpunkt versammelt. Für die Betrachtung eines solchen Bildes bedeutet das, dass jeweils nur ein Betrachter das Bild vom gegenüberliegenden Stand-punkt aus anschauen kann. Zentralperspektivisch konstruierte Bilder sind exklusive Bilder, insofern, als sie nur eine Person zur Betrachtung zulassen.
Beim Panorama hingegen fallen alle Betrachterstandpunkte gegenüber dem Horizont in eins; durch die Kreisform ergeben sich unendlich viele Brennpunkte der Betrachtung und somit (theoretisch) unendlich viele Betrachter, die das Bild unverzerrt anschauen können.

### Panoramagröße
Die ersten Panoramen waren relativ klein. Dies führte beim Besucher rasch zu Schwindelgefühlen, da er das Gefühl hatte, mit jedem Schritt mehrere Meilen zurückzulegen. Das Problem behob man, indem man in den 1830er Jahren den Bilddurchmesser von etwa 10 Metern auf ca. 30 Meter erhöhte.

### „Faux Terrain“

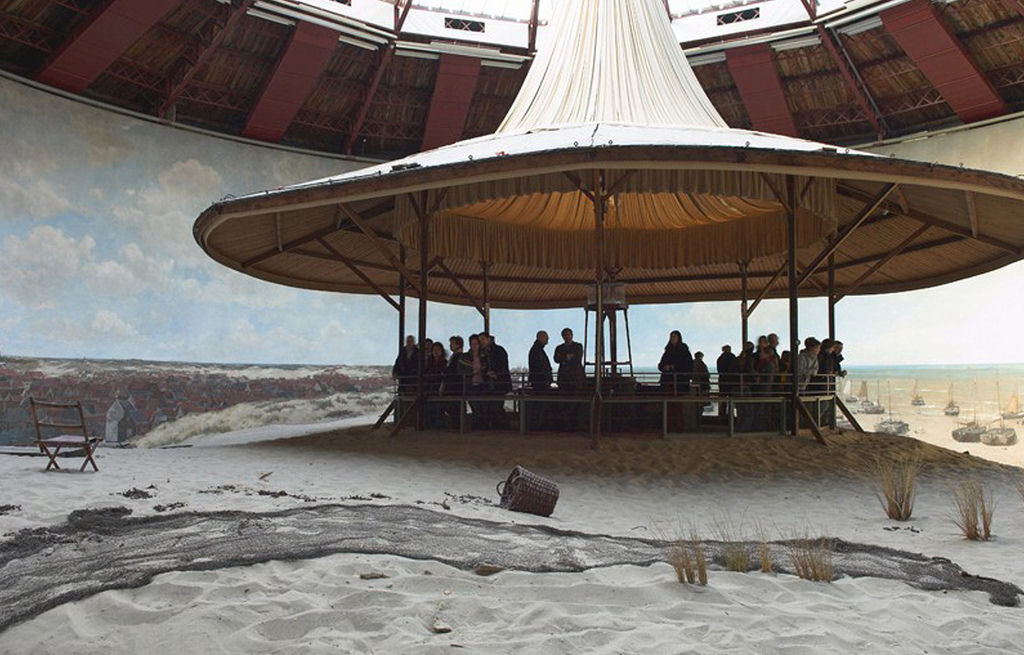
Strandutensilien beim Panorama Mesdag (vorderer Teil des Fotos): Stuhl, Netz und Korb

Anfänglich hat man, um den unteren Rand des Gemäldes zu kaschieren, Tücher zwischen Plattform und Leinwand gespannt. In den 1820er Jahren ging man dazu über, den Vordergrund plastisch zu gestalten, passend zur Darstellung. Dabei ließ man die Darstellung der vordersten Bildebene in ein Relief übergehen und setzte sie von da an bis unter die Plattform vollplastisch fort, so dass die körperlichen und räumlichen Werte der Malerei optisch mit den realen zusammenflossen. Entscheidend war, dass keine klare Unterscheidung zwischen gemalten und realen Bildobjekten getroffen werden konnte.

## Besucher

### Ziel des Panoramas
Es sollte Hindernisse aus dem Weg schaffen, um einen kühlen, distanzierten Blick auf die Dinge zu ermöglichen, der von keiner Subjektivität getrübt, keiner Grenze des Körperlichen eingeengt wird. Ein Blick wie die objektiven Wissenschaften der Zeit ihn für sich beanspruchten. Dem Betrachter sollte ein möglichst unmittelbarer, umfassender und täuschend echter Eindruck von bestimmten Örtlichkeiten oder Ereignissen vermittelt werden. Der Besucher sollte seinen Blick so schweifen lassen können, als befände er sich im Freien und am tatsächlichen Ort des Geschehens.
Das Vergnügen des Sehens sollte durch seine geographischen, naturwissenschaftlichen oder völkerkundlichen Themen lehrreich ergänzt werden. Der Wert eines Panoramas als Bildungsinstanz hing direkt von der wirklichkeitsgetreuen Zeichnung ab. Zu diesem Zweck mussten die Maler die Authentizität ihrer Abbildung beweisen können.

### Zweck des Panoramenbesuches
Die Urbanisierung förderte die Neugierde des Bürgers auf die Orte und Ereignisse der weiten Welt. Es war eine Reise mit den Augen an unbekannte Schauplätze außerhalb des eigenen Alltagserlebens. Es gaukelte Reisen „wie im Traum“ vor, bequemer und schneller als jedes andere Reisemittel.
Das Interesse hing doppelt mit dem einsetzenden Tourismus zusammen. Leute, die die Orte wirklich gesehen hatten, konnten nun ihre Erinnerungen fachkundig mit dem Bild vergleichen, und Leute, die eine Reise planten, konnten sich im Voraus ansehen, was sie erwartete, und diese Eindrücke dann kritisch mit der Realität überprüfen.

### Bildthemen
Beim Panorama ging man weg von mythologischen und allegorischen Darstellungen, die nur dem gebildeten Betrachter verständlich waren, hin zu realistischen Landschaftsdarstellungen. Weg von der Darstellung religiös-historischer Ereignisse, die die biblische Geschichte illustrierten, hin zur Darstellung aktuell realpolitischer Ereignisse, die den Zeitungsleser interessierten.
In einer ersten Phase der Panoramen gab es vor allem Landschaftsbilder von fremden und bekannten Orten zu bestaunen. In einer zweiten Phase standen historische Ereignisse im Mittelpunkt. Die Bildwahl war schwierig. Es sollte vor nicht zu langer Zeit geschehen sein. Zuerst waren Schlachtenbilder junger Vergangenheit aktuell. Später dann zeigte man ältere bis antike Schlachten.

### Infobroschüren
Infobroschüren waren Orientierungspläne mit einer Umrisszeichnung, die interessante Punkte nummerierten und mit Erklärungen versahen. Im Laufe der Zeit entwickelten sich aus den Souvenirprogrammen kleine Broschüren, dann starke Hefte, zuletzt kleine Bücher von 60 bis 80 Seiten mit erläuterndem Text. Sehr selten aber werden in diesen Broschüren die Panoramen selbst, die Umstände ihrer Entstehung, ihre Abmessungen etc. beschrieben. Die Texte beschränken sich auf die ausführliche geographische Beschreibung des Dargestellten, referieren seine Geschichte und Besonderheiten. Also keine Erläuterung des Dargestellten, sondern nur ergänzende Informationen dazu.

## Panorama als Kunst

### Massenkunst
Niemals fragte man, wer das Bild gemalt habe, oder ob die Bilder überhaupt von jemandem gemalt worden waren.
Das Publikum bestand überwiegend aus wenig gebildeten Leuten, die kaum andere Gelegenheiten hatten, die Qualität von originalen Ölgemälden zu sehen oder einzuschätzen. Das Panorama sollte einfach gefallen, amüsieren, überraschen, erstaunen, bilden, unterhalten und schließlich auch noch für seinen Besitzer Gewinn abwerfen. Die Illusion der verblüffenden Realität war vorrangig; „hohe“ Kunst eines bedeutenden Künstlers hätte nur gestört.

### Massenmedium
Das Panorama wurde als erstes Massenmedium im strengeren Sinn bezeichnet. Im Gegensatz zu früheren Sammlungen konnte es von jedermann besichtigt werden. Die Bilder waren durch ihren Realismus für jeden verständlich. Die Größe des Bildes und der komplizierte Herstellungsprozess erforderten eine arbeitsteilige Produktion. Die immensen Kosten verboten einen privaten Kauf und somit elitären Kunstgenuss – das Medium musste durch massenhaften Verkauf von Eintrittskarten finanziert werden.

### Künstlerischer Aspekt
Die Wahl des Standpunktes des Betrachters war sehr wichtig, da nicht einfach (durch künstlerische Freiheit) Dinge hinzugefügt oder weggelassen werden konnten – schließlich sollte das Panorama absolut wirklichkeitsgetreu sein. Diese Wahl war die einzige freie Entscheidung des Künstlers, der sonst alles nur 1 zu 1 abzubilden hatte.
Die Präzision und Wahrheitstreue ging so weit, dass vor dem Zeichnen umfangreiche Recherchearbeiten angestellt wurden, um ja alles richtig darzustellen (beispielsweise bei historischen Ereignissen). Doch nicht nur die greifbaren Gegenstände sollten in einem Panorama präzise dargestellt werden, sondern auch der exakte Zeitpunkt des dargestellten Ereignisses. Genaues Studium der natürlichen Lichtverhältnisse war unumgänglich.

### Drei Hochblüten

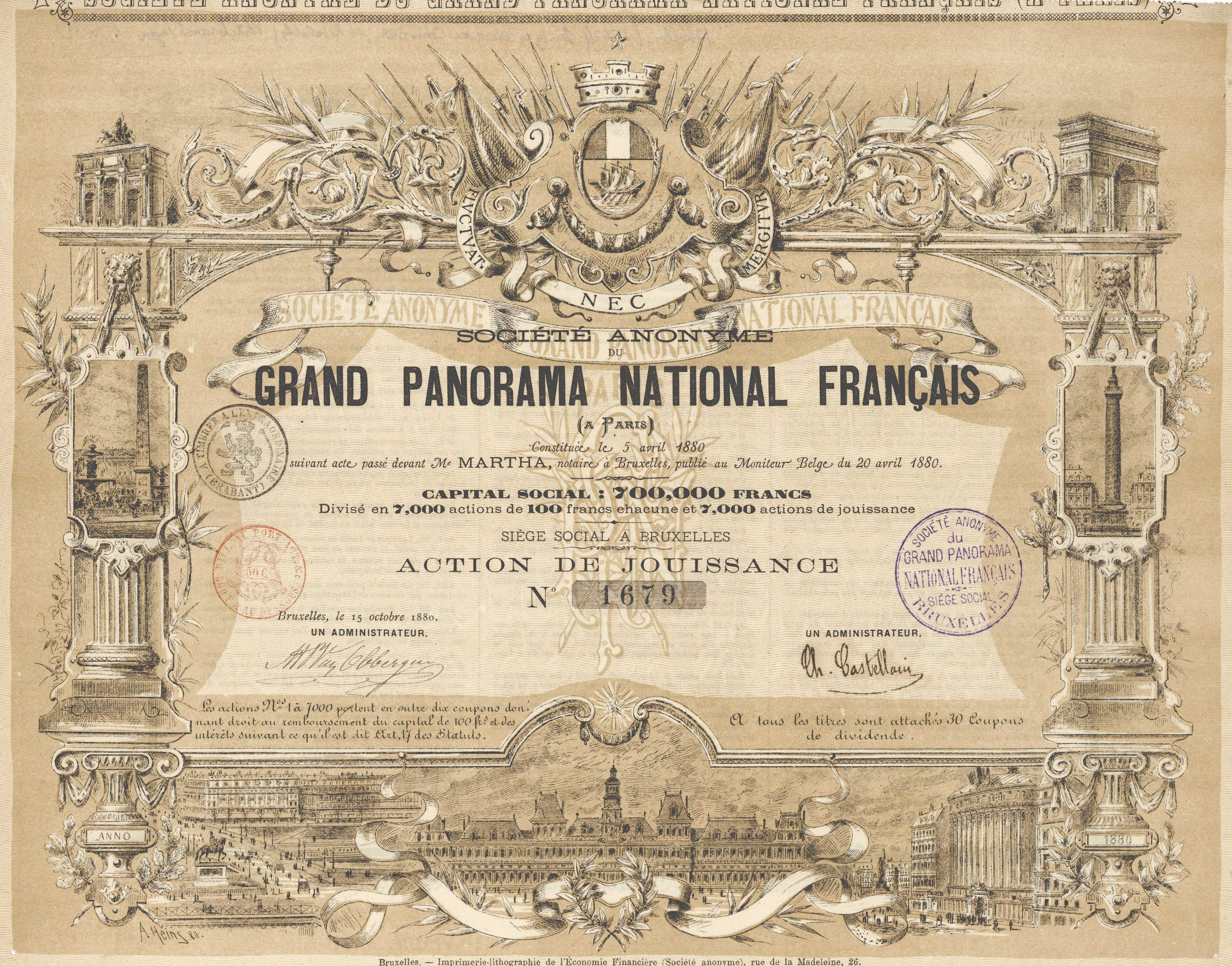
Genußschein der Aktiengesellschaft „Grand Panorama National Francais“ vom 15. Oktober 1880

In den 1830er Jahren verlor das Publikum das Interesse am Panorama, da das Bedürfnis nach optischen Informationen durch die sich rapide entwickelnde Fotografie und illustrierten Zeitungen vielfältiger und besser befriedigt wurde.
Erst mit dem Deutsch-Französischen Krieg 1870/71 bekam das Panorama eine neue Blüte. Die Schlachten boten neuen Stoff und förderten den Patriotismus. Die Finanzierungsform der Aktiengesellschaften wurde gefunden. Die Rotunden wurden genormt. Binnen kurzer Zeit entstanden im Auftrag von Aktiengesellschaften in beinahe allen größeren Städten Europas und Amerikas neue Rotunden. Erst Anfang des 20. Jahrhunderts wurden Panoramen durch neuere Medienformen und veränderte Unterhaltungsgewohnheiten verdrängt. Ab den 1970er Jahren setzte, zuerst im kommunistischen Einflussgebiet, eine Renaissance des Panoramaphänomens ein. Seither entstehen weltweit beinahe jährlich neue Panoramen.

## Vertrieb

### Einzelfinanzierung
Zu Barkers Zeiten waren es noch die Künstler selbst, die nebst der Produktion des Panoramas auch für Öffnungszeiten, Werbung und Eintrittskarten zuständig waren. Um den ungeheuren Arbeitsaufwand zu bewerkstelligen und kostengünstig zu halten, wurde deshalb in den Anfängen oft die ganze Familie in das Unternehmen eingebunden.
Die meisten Panoramengemälde mussten in größeren Sälen ausgestellt werden, da die hohen Investitionskosten eines Rotundenbaus nur von wenigen Künstlern aufgebracht werden konnten.

### Gesellschaften
Die Aktiengesellschaften der zweiten Panoramenphase konnten das notwendige immense Kapital problemlos aufbringen. Sie warben Anleger mit beträchtlichen Gewinnversprechungen, welche jedoch nur in den seltensten Fällen eingehalten werden konnten. Die meisten von ihnen gingen über kurz oder lang bankrott.

#### Normierung
Die Aktiengesellschaften sorgten für eine internationale Verwertungsmöglichkeit der Bilder, indem sie in den Abmessungen genormte Rotunden errichten ließen, in denen die Bildrollen zirkulieren konnten.
In der Praxis gab es jedoch das Problem, dass es kaum ein Bildthema gab, das einerseits „neutral“ genug war, in keinem der potentiellen Ausstellungsländer das Nationalgefühl zu beleidigen, andererseits aber so allgemein interessant, dass es überall ausreichend Publikum angezogen hätte.

#### Teamarbeit
In der zweiten Panoramaphase mussten die Panoramen binnen Monaten hergestellt werden. Eine Hintanstellung künstlerischer Individualität; es wurden junge Maler, die wenig ehrgeizig waren, engagiert.
Die einzelnen Panoramenmaler spezialisierten sich in der Folge zu Architektur-, Landschafts- oder Dekorationsmalern. Das Zusammenbringen der einzelnen Spezialisten oblag der Aufsicht des zuständigen Malermeisters. Den Malern gingen eine ganze Reihe von Handwerkern und Gehilfen zur Hand, die Farben mischten, Gerüste schoben etc.

### Ähnlichkeiten zwischen Panorama, Fotografie und Film
Das Panorama war gewissermaßen der Vorläufer des frühen Kinos, insofern, als es die unmittelbare Anteilnahme an unbekannten Orten und historischen Ereignissen ermöglichte. Indem die Panoramen die dargestellte Natur täuschend echt darstellen wollten, weisen sie zur Fotografie, und die bewegten Panoramavarianten zum Film voraus. Die Organisations- und Finanzierungsstrukturen waren zudem dieselben wie die des Kinos.

## Heute bestehende Panoramabilder
Weltweit existieren heute noch etwa 30 Panoramen aus dem 19. und frühen 20. Jahrhundert. Seit den 1970er Jahren ist außerdem eine jährlich zunehmende Fülle an neuen Interpretationen dieser Kunst- und Medienform dazu gekommen. Die weltweit größten Werke schafft Yadegar Asisi. Seine 360°-Panoramen im Maßstab 1:1 haben eine Bildfläche von bis zu 3.500 m² (110 m × 32 m) und werden derzeit im Panometer Leipzig, dem Panometer Dresden, dem Panorama XXL in Rouen, im Gasometer Pforzheim, im Wittenberg360 in Lutherstadt Wittenberg und im asisi Panorama Berlin gezeigt.

### Europa
Deutschland:
- Bauernkriegspanorama in Bad Frankenhausen: „Frühbürgerliche Revolution in Deutschland“ von Werner Tübke, 1783 m² (1987). Dieses Gemälde ist als Rundbild ausgeführt, entspricht aber nicht der illusionistischen Grundkonzeption der Erfindung von Robert Barker.
- Panorama Kreuzigung Christi in Altötting: „Leidensgeschichte Christi“ von Gebhard Fugel, 1140 m² (1903).
- Kloster Lorch: „Staufer-Rundbild“ von Hans Kloss, 135 m² (2002).
- Panoramamuseum Schwäbisch Gmünd: „Staufersaga-Panorama“ von Hans Kloss, 47 m² (2015).
- 180° Berlin: Marcel Backhaus, 110 m² (2005). Installation vom 2. Mai bis zum 16. Juli 2005 auf dem Pariser Platz in Berlin anlässlich des 60. Jahrestages des Endes des Zweiten Weltkriegs, kein Rundbild.
- Panometer Leipzig: „Titanic“ von Yadegar Asisi (2017).
- Panometer Dresden: Abwechselnd „Dresden 1945“ und „Dresden im Barock“ von Yadegar Asisi (2015).
- Asisi Panorama Berlin am Checkpoint Charlie: „Die Mauer – Das Panorama zum geteilten Berlin“ von Yadegar Asisi (2012).
- Gasometer Pforzheim: „Rom 312“ von Yadegar Asisi (2014–2018).
- Wittenberg 360: „Luther 1517“ von Yadegar Asisi (2016).
- Panorama am Zoo in Hannover: „Amazonien“ von Yadegar Asisi (2017).

Österreich:
- Innsbrucker Riesenrundgemälde: Bergiselschlacht, 1896 von Michael Zeno Diemer[11], 1000 m²
- Salzburg: das Sattler-Panorama wurde von 1825 bis 1829 von Johann Michael Sattler (1786–1847) u. a. gemalt (125 m², 25 × 5 m) zeigt die Stadt Salzburg und ihr Umland um 1825.

Schweiz:
- Luzern: Bourbaki-Panorama, 1000 m², Edouard Castres u. a. (1881, restauriert 2003)
- Thun: Wocher-Panorama, ältestes erhaltenes Panorama der Welt. Rundbild der Stadt Thun, 287 m², wurde in den Jahren 1808 bis 1814 von Marquard Wocher gemalt.
- Murten: Schlacht bei Murten, 1022 m², Louis Braun u. a. (1894, restauriert: 2002); Neuaufstellung zur Schweizer Nationalausstellung 2002, aufgerollt zurzeit in einem Militärdepot, digital verfügbar (The Terapixel Panorama).
- Einsiedeln: Kreuzigung Christi, 1000 m², moderne Neufassung von Josef Fastl und Hans Wulz (1962) nach der 1960 verbrannten Kopie von William Leigh, Josef Krieger, Karl Hubert Frosch nach Bruno Piglhein (1886).
- Ascona: Panorama: Die Klarwelt der Seligen von Elisar von Kupffer (im Elisarion von Monte Verità)

Großbritannien:
- London: Ansicht von Rom, Victoria and Albert Museum, 22 m², Ludovico Caracciolo (1824).
- Portsmouth: Schlacht von Trafalgar, National Museum of the Royal Navy Portsmouth, 48 m², W.L. Wyllie (1929)
- Stoke-by-Nayland (Suffolk): Panorama der Stadt Bath, 490 m², Roger Hallet (1987)

Niederlande:
- Den Haag: Panorama Mesdag: „Dünen von Scheveningen“, 14,7 × 114 m, 1686 m², Künstler: Hendrik Willem Mesdag u. a. (1883, Restaurierung: 1996)
- Voorhout: Panorama: „Tulip Land“, 252 m², Leo van den Ende, seit 1997 in Bearbeitung

Belgien:
- Braine-l’Alleud: Schlacht bei Waterloo im Jahr 1815, 1320 m², Louis Dumoulin u. a. (1912)
- Brüssel: Nil-Panorama und Kairo, 1494 m², Eduard Wauters (1882)
- Brüssel: Schlacht an der Yser im Jahr 1914, 1680 m², Alfred Bastien (1921)
- Brüssel: Schlacht an der Maas im Jahr 1914, 612 m², Alfred Bastien (1914)
- Brüssel: Panorama des Kongos, 2025 m², Alfred Bastien and Pol Mathieu (1913) – zurzeit nicht öffentlich
- Diksmuide: Ijzertoren Museum, Weltkrieg-I-Panorama, 100 m² (?)

Frankreich:
- Salies-de-Béarn: Ansicht von Salies-de-Béarn, 30 m², Roger Hallett (2000).
- Rouen, Panorama XXL: „Rouen 1431“, von Yadegar Asisi (2016).

Ungarn:
- Ópusztaszer bei Szeged: Feszty-Panorama der Landnahme der Magyaren um 896, 1800 m², Árpád Feszty u. a. (1894, restauriert und wieder aufgestellt: 1995).

Tschechien:
- Prag: „Maroldova Panorama“, Hussitenschlacht bei Lipany im Jahr 1434, 1045 m², Luděk Marold (1898).

Polen:
- Breslau: Panorama von Racławice, 1710 m² (1893–1894)

Bulgarien:
- Pleven: Befreiung von Pleven im Jahr 1877 (Russisch-Osmanischer Krieg), 1725 m², Nikolai Wassiliwitsch Owetsjkin und Maler des Moskauer Grekov-Studios sowie bulgarische Künstler (1977).

Russland:
- Moskau: Schlacht von Borodino 1812, Franz Roubaud (1912); ausgestellt im Panoramamuseum der Schlacht von Borodino.
- Wolgograd: Schlacht von Stalingrad 1943, Malergruppe des Moskauer Grekov-Studios (1982).
- Schukow: Diorama: Angriff auf den Berliner Reichstag im Jahr 1945, 216 m², Evgenyi Ivanovich Danilevkyi und Veniamin Mikhailovich Sibirsky (1976)
- Chabarowsk: Panorama der Schlacht von Wolochajewk im Jahr 1922, 276 m², Anatolyi Andreevich Gorpenko und Sergei Dimitrevich Agapov (1975)

Ukraine:
- Sewastopol: Panorama von Sewastopol, 1610 m², von Franz Roubaud u. a. in München gemalt (1904) (s. o.)
- Sewastopol: Diorama vom Angriff auf den Sapun-Berg im Jahr 1944, 149 m², Malergruppe des Moskauer Grekov-Studios (1959)
- Sokolowe: Schlacht von Sokolow (8./9. März 1943), von V. Mokroschitzki u. a. (1968), ausgestellt im Museum der Waffenbrüderschaft[12]

### Übrige Welt
China:
- Wuhan, Panorama des Chi-Bi-Kriegs, 135 × 18 m, 2430 m², das drittgrößte Panorama der Welt (1999)
- Dandong, Novemberschlacht im Jahr 1950 am Qingchuanjiang-Fluss im Korea-Krieg, 16 × 132 m, 2114 m², Künstler: Song Huimin, Ren Mengzhang, Xu Rongchu, Wang Tieniu, Guan Qiming, Yan Jian, Chi Liancheng (1993)
- Peking, Diorama vom Lugouqiao Zwischenfall im Jahr 1937, 816 m² (gemalt: 1988)
- Dongguan, Diorama der Seeschlacht bei Humen im Jahr 1841, 638 m² (1999)
- Hebai, Panorama der Schlacht der Eroberung von Yuncheng im Jahr 1947, 2125 m² (2000)
- Jinzhou, Panorama der Einnahme von Jinzhou, 1968 m² (1989)
- Laiwu, Panorama der Schlacht von Lai-wu im Jahr 1947, 2036 m² (1997)
- Provinz Shandong, Panorama der Schlacht von Ji Nan im Jahr 1948, 2268 m² (2002)
- Suzhou (Jiangsu), Diorama: Die Schlacht auf dem Yangcheng-See, 1023 m² (1993)
- Weihai, Diorama: Die Seeschlacht auf dem Huanghai-Meer
- Zaozhuang, Panorama: Schlacht von Tai'erzhuang im Jahr 1938, 2048 m² (1995)

USA:
- Atlanta, Cyclorama: Schlacht um Atlanta im Jahr 1864, 1378 m² (1886 / restauriert: 1982 und 2016–2019)
- Berlin, Ohio, Behalt-Cyclorama, 243 m², Heinz Gaugel (1992)
- Gettysburg, Cyclorama: Schlacht um Gettysburg im Jahr 1863, 990 m², Paul Philippoteaux (1884)
- Glendale, Diorama: Golgatha, 1040 m², Jan Styka (1891)
- Los Angeles, Velaslavasay-Panorama, 25 m², Sara Velas (2001)
- New York, Panorama: Schloss und Gärten von Versailles, 180 m², John Vanderlyn (1819/1983)
- Washington, D.C., Panorama: Cumberlands Armee, 1863, William Travis (1865) (zurzeit nicht öffentlich)
- ehem. Winston-Salem, Cyclorama: Die Schlacht um Gettysburg (1884, eingelagert)

Kanada:
- Sainte-Anne-de-Beaupré, Cyclorama of Jerusalem: Jerusalem am Tag der Kreuzigung, 1540 m² (nach Bruno Piglhein, 1886)

Ägypten:
- Kairo-Heliopolis: Oktoberkrieg 1973, 15 × 136 m, 2040 m²; Nordkoreanische Künstlergruppe: Ri Chun Sik, Ri Chun Song, Kim Jong Thae, Ryom Thae Sun, Ri Kun Thaek, Hwang Tok Gwan, Ri Jae Su, Sin in Mo, Kim Chong Hak, Ri Sung (1989)

Syrien:
- Damaskus: Vierter Mittelost-Krieg (1998)

Irak:
- Bagdad-Ctespiohon: Panorama der Schlacht von al-Qādisīya im Jahr 637, (1650 m², gemalt 1980) wurde nach dem Sturz von Saddam Hussein geplündert, weitgehend zerstört und präsentiert sich heute laut Augenzeugen als Ruine

Nordkorea:
- Pjöngjang, Diorama: Sturmangriff auf Höhe 351, 900 m² (1972)
- Pjöngjang, Panorama: Taejon Befreiungsschlag von 1950, 2016 m² (1974)
- Pjöngjang, Diorama: Schlacht um Höhe 1211 von 1951, 900 m² (1972)
- Pjöngjang, Diorama: Scheinwerfer in Pochonbo von 1937, 900 m² (1972)
- Pjöngjang, Diorama: Metro-Stolz Koreas, 750 m² (1989)
- Pjöngjang, Diorama: Schlacht bei Jiansanfeng, 900 m² (1974)
- Diorama: Schlacht um den Kansam-Gipfel von 1934 (gemalt: 1974)
- Diorama: Eisenbahnbau/Elektrifizierung, 750 m² (1992)

Australien:
- Hawker, Wilpena-Panorama, 90 m² (2002)
- Melbourne: Cyclorama des frühen Melbourne von 1841, 100 m² (1892) – zurzeit nicht zugänglich
- Norfolk Island: Fletchers Mutiny Cyclorama, 180 m²,
- Alice Springs: Guth-Panorama, 360 m², 1975, wurde 2005 bei einem Brand zerstört

## Ehemalige Panoramabilder
Deutschland:
- Blüchers Rheinübergang bei Caub 1814, Rundgemälde (Cyclorama) auf der Industrie- und Gewerbeausstellung Düsseldorf 1902, 15 × 120 m, 1800 m², gemalt von Hugo Ungewitter, Gustav Wendling und seinem Assistenten Max Clarenbach, ausgestellt in einer Rotunde an der Stelle der heutigen Tonhalle Düsseldorf.[13]
- Tiergarten-Panorama, Berlin, 1880er
- Sedan-Panorama, Berlin 1884
- Panorama deutscher Kolonien, Berlin 1885

Schweiz:
- Zürich, 1894–1919: Trotz geäusserter Bedenken wegen des Äusseren in der Stadtratssitzung vom 21. Januar 1893 konnte die Panoramagesellschaft Zürich ihr Panorama 1894 eröffnen. Es stand auf Höhe Seebad Utoquai, hatte 35 Meter Durchmesser und wurde, nachdem der Betrieb 1919 eingestellt worden war, 1928 abgerissen.